# Oceanul Pan-African
Oceanul Pan-African cunoscut ca și Oceanul Pannotic African a fost un paleocontinent care la închiderea proprie a creat continentul Pannotia. Se presupune că s-a format înaintea destrămării continentului Rodinia.
Oceanul Pan-African a fost închis înainte de a începe egonul Phanerozoic , iar Oceanul Panthalassa l-a înlocuit, extinzându-se continuu.

## Istorie
Similar cu Oceanul Iapetus, se extindea continuu și s-a oprit să se mai mărească până când s-a format supercontinentul Pannotia.